# Вейверлі (Міссурі)
Вейверлі (англ. Waverly) — місто (англ. city) в США, в окрузі Лафаєтт штату Міссурі. Населення — 784 особи (2020).

## Географія
Вейверлі розташоване за координатами 39°12′25″ пн. ш. 93°31′5″ зх. д. / 39.20694° пн. ш. 93.51806° зх. д. (39.207007, -93.518133).  За даними Бюро перепису населення США в 2010 році місто мало площу 3,68 км², з яких 3,27 км² — суходіл та 0,41 км² — водойми.

## Демографія
Згідно з переписом 2010 року, у місті мешкало 849 осіб у 317 домогосподарствах у складі 215 родин. Густота населення становила 231 особа/км².  Було 362 помешкання (98/км²).
Расовий склад населення:
| - 94,5 % — білих - 2,1 % — чорних або афроамериканців - 0,2 % — корінних американців - 0,2 % — азіатів - 2,1 % — осіб інших рас |

До двох чи більше рас належало 0,8 %. Частка іспаномовних становила 6,1 % від усіх жителів.
За віковим діапазоном населення розподілялося таким чином: 28,4 % — особи молодші 18 років, 52,8 % — особи у віці 18—64 років, 18,8 % — особи у віці 65 років та старші. Медіана віку мешканця становила 40,6 року. На 100 осіб жіночої статі у місті припадало 106,6 чоловіків;  на 100 жінок у віці від 18 років та старших — 94,2 чоловіків також старших 18 років.
Середній дохід на одне домашнє господарство  становив 48 166 доларів США (медіана — 34 821), а середній дохід на одну сім'ю — 55 390 доларів (медіана — 43 750). За межею бідності перебувало 12,1 % осіб, у тому числі 13,6 % дітей у віці до 18 років та 10,0 % осіб у віці 65 років та старших.
Цивільне працевлаштоване населення становило 349 осіб. Основні галузі зайнятості: освіта, охорона здоров'я та соціальна допомога — 22,9 %, роздрібна торгівля — 11,2 %, виробництво — 9,7 %, будівництво — 9,7 %.